# Musée de Navarre

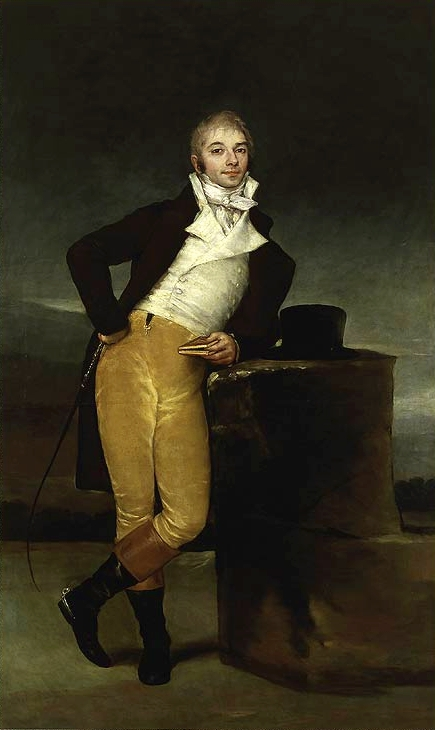
Portrait du marquis de San Adrián, une des pièces remarquables du Musée de Navarre

Le Musée de Navarre est une institution du Gouvernement de Navarre qui a été fondé en 1956. Il est situé dans la calle (rue) Cuesta de Santo Domingo s/n du Casco Antiguo de Pampelune (Communauté forale de Navarre). Sa façade et chapelle datent du XVIe siècle.

## Édifice

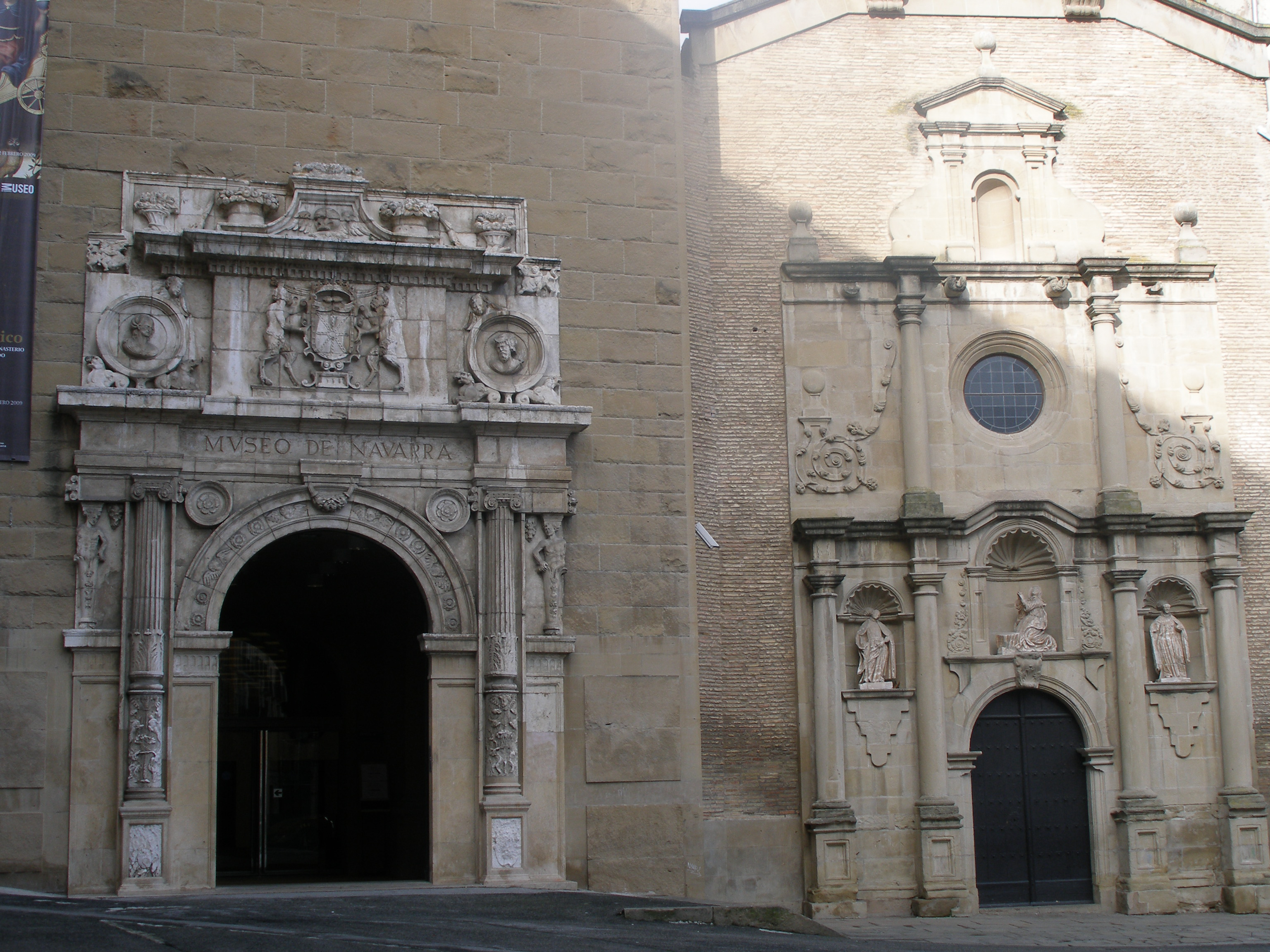
Les deux portails du Musée de Navarre. La propre à la gauche et celle de la chapelle à droite.

Il est situé à la place de l'ancien hôpital de Nuestra Señora de la Misericordia fondée au XVIe siècle, dont on ne conserve seulement que le portail principal et l'intérieur de la chapelle.
La façade date de 1556, de Juan Villarreal et de Martín de Azcárate, et c'est le seul exemple d'architecture civile Renaissance de Pampelune. C'est une interprétation de l'arc de triomphe classique avec un répertoire riche d'ornement lié au plateresque.
L'entrée latérale, à la chapelle, a une façade sous forme de retable du XVIIe siècle issue d'un ermitage de Puente la Reina. La chapelle, qui, aujourd'hui, fait partie du musée est l'œuvre de Juan de Ancheta et a été érigée entre 1547 et 1550, de style gothique-Renaissance.
En 1932, l'hôpital a été transféré à l'Hospital de Navarre, et en 1952 on a effectué la restauration pour le transformer en musée, par José Yarnoz Larrosa (es). De celle-ci, on n'a pratiquement rien gardé de la construction Renaissance.
En 1986, les architectes Jordi Garcés (es) et Enric Sòria i Badia (es) ont effectué une restructuration pour moderniser et réorganiser le musée. Dans cette réorganisation on expose seulement les pièces les plus importantes obtenant davantage d'espace pour leur contemplation. On a cherché à le doter d'un caractère public, incorporant une salle des fêtes, salle d'expositions temporaires et autres services. On a ordonné la collection de manière chronologique, avec les objets préhistoriques dans une nouvelle salle située sous le jardin, les mosaïques romaines dans des zones du rez-de-chaussée et le reste sur quatre étages.
Le portail Renaissance est souligné comme une pièce de plus du musée, en la découpant sur une paroi aveugle.

## Contenu
Les pièces viennent des rassemblements réalisés par la Comision de Monumentos Históricos et Artísticos de Navarra, qui date de 1860, et le suivi postérieur, en 1940, de l'Institución Príncipe de Viana appartenant au Gouvernement de Navarre pour protéger, restaurer et faire des recherches du patrimoine artistique et archéologique de Navarre.

## Pièces remarquables
- Carte d'Abauntz, bas-relief en pierre du paléolithique
- Mosaïque romaine d'Andelos avec un fragment du Triomphe de Bacchus,
- Mosaïque romaine de la villa d' El Ramalete (Tudela)
- Chapiteaux romans de l'ancienne cathédrale de Pampelune
- Coffret de Leyre, chef-d'œuvre de l'art islamique de l'an 1000
- Peintures murales gothiques de Juan Oliver
- Peintures murales en grisaille sur les batailles de l'empereur Charles Quint contre les protestants
- Portrait du Marquis de San Adrián, par Francisco de Goya

### Sources et bibliographie
- (es) Cet article est partiellement ou en totalité issu de l’article de Wikipédia en espagnol intitulé « Museo de Navarra » (voir la liste des auteurs).
- Alfredo Sarasa Asiain, Guía de arquitectura de Pamplona y su Comarca, 2006, Éditions Pamplona: colegio oficial de arquitectos Vasco-Navarro,  (ISBN 84-611-3284-X)